# First Automotive Works
First Automotive Works (FAW) är en statligt ägd tillverkare av motorer och fordon i Kina. Bolaget har sitt säte i Changchun. FAW tillverkar personbilar, mellantunga och tunga lastbilar och bussar. Bolaget har 19 fabriker med merparten av dem i nordöstra Kina. Bolaget har även fabriker i Ryssland och Ukraina. Bolaget har sedan 1980-talet ingått i joint ventures med Volkswagen, Toyota och Mazda.
First Automotive Works grundades 1953 med stöd från Sovjetunionen.

## Källa
- Tyskspråkiga Wikipedias artikel om First Automotive Works

1. ↑  ”Financial Data”. FAW Group Corporation. Arkiverad från originalet den 2 maj 2012. https://web.archive.org/web/20120502213529/http://www.faw.com/aboutFaw/aboutFaw.jsp?pros=Profile.jsp&phight=580&about=Profile. Läst 30 april 2012.